# Citarizo

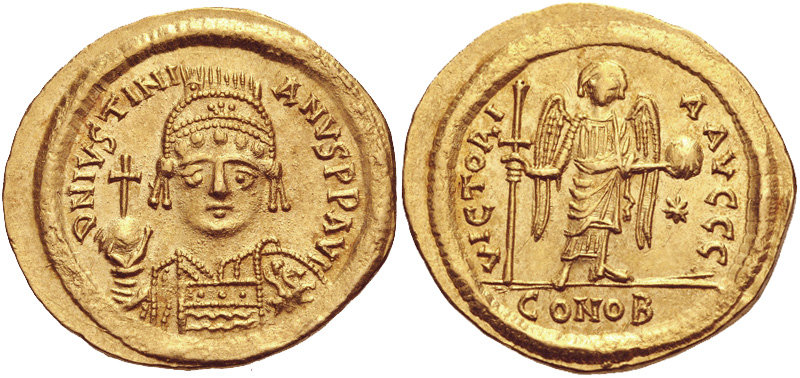
Soldo de Justiniano r.

Citarizo (em latim: Citharizum) foi uma cidade e sé no braço sul do Eufrates, na província romana da Armênia III, identificada com a moderna Ceteriz. Situava-se em Astianena ou Balabitena, uma região entre Másio e Antitauro, ao norte de Comagena e Mesopotâmia. O único bispo residente da sé cujo nome é registrado foi Marciano, que frequentou o Concílio Quinissexto de 692. Não mais um bispado residencial, Citarizo é hoje listada pela Igreja Católica como uma sé titular.
Embora pequena, foi importante à defesa do Império Bizantino contra o Império Sassânida, e o imperador Justiniano (r. 527–565) fez um castelo ali, no qual estacionou guarnição sob comando de um duque. Com as reformas justinianas, foi realocada na província de Armênia IV e esteve subordinada à sé de Mitilene. Em 613, foi tomada por Asócio, um general persa sob Cosroes II (r. 590–628).